# Joan Llinares i Gómez
Joan Llinares i Gómez (Alzira, 1953) és un gestor cultural valencià, molt vinculat al món de la cultura.
Llicenciat en dret, va realitzar diversos màsters en el camp de la gestió cultural. Va treballar com a funcionari al Cos Nacional de Secretaris, Interventors i Tresorers d'Administració Local.
Ha tingut diversos càrrecs en la gestió d'institucions públiques. Va ser administrador de l'Institut Valencià d'Art Modern entre 1989 i 2000, data en què passà a ser administrador del Museu Nacional d'Art de Catalunya. Posteriorment fou director general del Palau de la Música Catalana, càrrec que va assumir el 30 de juliol de 2009 després de l'escàndol de Fèlix Millet. Va renunciar al càrrec el 2 de desembre de 2010, al·legant que ja havia complert la seva missió.
Des del mes de gener de 2011 és director gerent d'Edicions Bromera, una editorial amb seu a Alzira, el seu poble natal. Posteriorment, entre 2015 i 2017 ha sigut gerent de l'Ajuntament de Barcelona. El maig del 2017 fou nomenat director de l'Agència Antifrau del País Valencià després que les Corts Valencianes el triessin amb 65 vots a favor, 24 en blanc i 5 nuls.

## Llibres publicats
- Administración y dirección de museos. Aspectos jurídicos (coautor). Edit. Marcial Torres, Barcelona, 2008